# Иида, Каори
Каори Иида (яп. 飯田 圭織 Iida Kaori, род. 8 августа 1981 года) — японская певица, тарэнто, второй в истории лидер девичьей идол-группы Morning Musume.

## Биография
Каори Иида родилась 8 августа 1981 года, выросла на Хоккайдо.
В 1997 году стала участницей идол-группы Morning Musume, в составе которой в 1998 году дебютировала на мейджоре с песней «Morning Coffee».
С осени того же 1998 года параллельно состояла в группе Tanpopo.
В 2001 году стала вторым в истории лидером группы Morning Musume.
В 2003 году дебютировала сольно с альбомом Osavurio.
Выпустилась из группы Morning Musume в январе 2005 года.
После этого продолжила сольную карьеру, а также работала как иллюстратор.

## Личная жизнь
В июле 2007 года было объявлено, что Каори Иида выходит замуж за бывшего рок-музыканта (за Кендзи из к тому времени распущенной группы 7 House, основателем которой в своё время был Цунку).

## Музыкальные коллективы
- Morning Musume (1997—2005)
- Tanpopo
- Morning Musume Otomegumi
- Aoiro 7
- 10-nin Matsuri
- Odoru 11
- 11Water
- H.P. All Stars
- Puripuri Pink
- Dream Morning Musume (2011)

## Дискография
Подробнее см. в разделе «Discography» в японской Википедии.

### Альбомы
| № | Альбом | Чарты     |
| № | Альбом | JP Oricon |
| - | --- | --------- |
| 1 | Osavurio: Ai wa Matte Kurenai (яп. オサヴリオ: 愛は待ってくれない) - Дата выхода: 23 апреля 2003 г. - Лейбл: Chichuukai Label     | 29        |
| 2 | Paradinome: Koi ni Mi o Yudanete (яп. パラディノメ: 恋に身をゆだねて) - Дата выхода: 22 октября 2003 г. - Лейбл: Chichuukai Label | 64        |
| 3 | Avenir: Mirai (яп. アヴニール: 未来) - Дата выхода: 29 декабря 2004 г. - Лейбл: Chichuukai Label                                  | 105       |
| 4 | Plein d'amour: Ai ga Ippai (яп. プラン・ダムール: 愛がいっぱい) - Дата выхода: 21 декабря 2005 г. - Лейбл: Chichuukai Label       | 111       |
| 5 | ONDAS - Дата выхода: 20 июля 2016 г.                                                                                              |           |